# Riazań

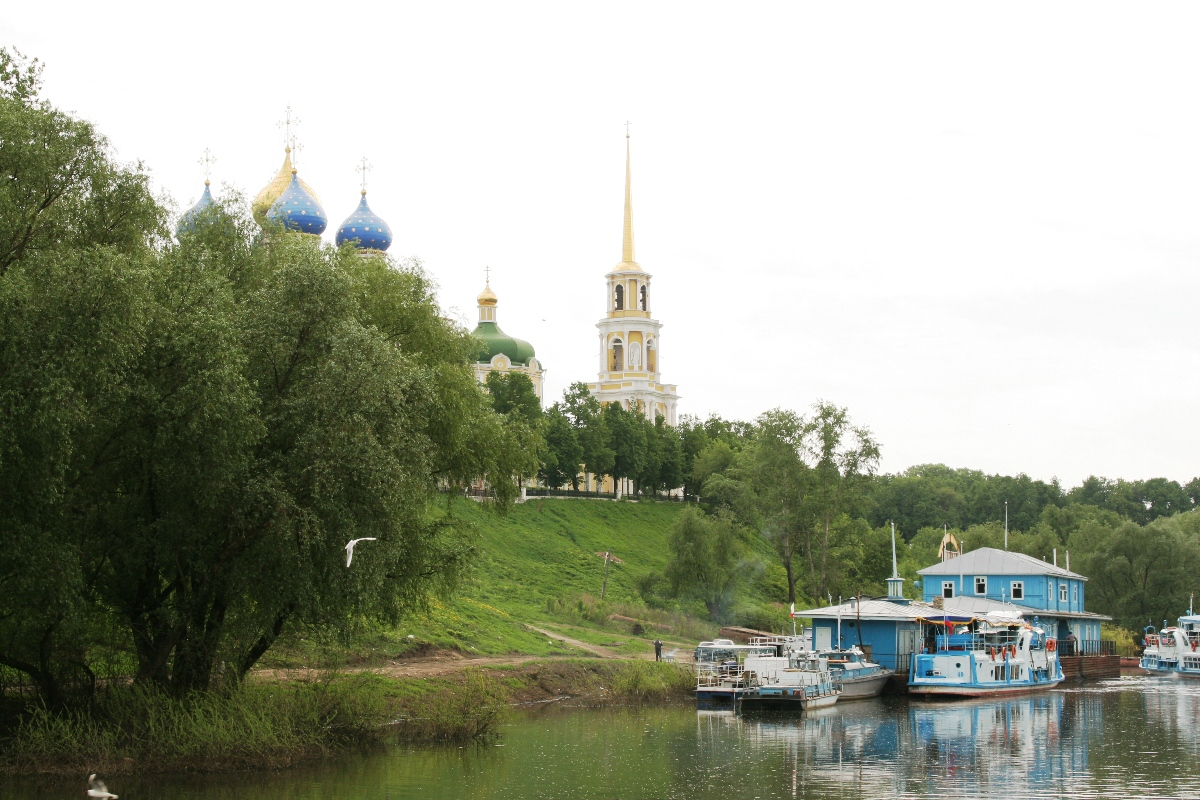
Widok zza Oki na kreml w Riazaniu

Riazań (ros. Ряза́нь; do 1778 Perejasław Riazański, ros. Переясла́вль-Ряза́нский) – miasto obwodowe w Rosji nad rzeką Oką położone 196 km na południowy wschód od Moskwy.
W 2020 r. jego populacja wynosiła 539 290 osób.

## Historia
Historia Starego Riazania, położonego ok. 50 km na południowy wschód od współczesnego miasta, sięga XI wieku. Udokumentowane jest, iż w 1095 ruscy osadnicy założyli tu kreml aby wspomóc swoją ekspansję na te tereny. Riazań stał się stolicą księstwa riazańskiego.
W 1237 r. gród został zniszczony przez Mongołów. W XIII w. biskupstwo riazańskie przeniesiono do odległego o ok. 50 km na północ w górę rzeki Oki Perejasławia Riazańskiego, który znajdował się na miejscu obecnego Riazania (stary Riazań stracił na znaczeniu). Perejasław Riazański w XIV w. był stolicą księstwa riazańskiego; wielokrotnie był niszczony przez najazdy wojsk moskiewskich (1371) i tatarskich (1372, 1378), a w 1521 został przyłączony do księstwa moskiewskiego. Obecna nazwa miasta pochodzi z 1778 roku.

### Zamach w 1999 r.
22 września 1999 roku miastem oraz całą rosyjską opinią publiczną wstrząsnęła nieudana próba zamachu bombowego na dom przy ulicy Nowosiołow 14/16, sprowokowana przez Federacyjną Służbę Bezpieczeństwa Federacji Rosyjskiej. Wieczorem rzeczonego dnia Aleksiej Kartofielnikow zatelefonował na milicję i poinformował, że trójka podejrzanych ludzi, w samochodzie z zaklejoną tablicą rejestracyjną, kręci się w pobliżu zejścia do piwnicy bloku mieszkalnego przy ulicy Nowosiołowa. Kiedy (po ponad półgodzinie) milicjanci zjawili się w rzeczonej piwnicy odkryli trzy pięćdziesięciokilogramowe worki z napisem „cukier”. Jeden z milicjantów, zaintrygowany odkryciem, rozciął jeden z worków. W środku zauważyli urządzenie detonujące. Ostatecznie okazało się, że worek nie zawiera cukru, tylko heksogen. Ogólnokrajowa opinia publiczna została poinformowana o „udaremnieniu zamachu terrorystycznego”. Dwa dni później, to jest 24 września, riazański oddział FSB trafił na trop zamachowców, który powiódł go do siedziby głównej FSB w Moskwie. Tego samego dnia dyrektor FSB poinformował, że w Riazaniu odbyły się ćwiczenia mające ocenić współdziałanie między służbami specjalnymi a służbami publicznymi. Wydarzenie to sprowokowało wybuch II wojny czeczeńskiej.

### Polacy w Riazaniu
W 1943 z rozkazu generała Zygmunta Berlinga utworzono tu szkołę oficerską. W Riazaniu (obóz w Sielcach) rozpoczęło się formowanie pierwszej jednostki polskich ludowych sił zbrojnych: I Dywizji Piechoty im. Tadeusza Kościuszki. Z Centralnej Szkoły Podchorążych i Oficerskiej Szkoły Piechoty I Korpusu Polskich Sił Zbrojnych w ZSRR wyszło około 2 tys. polskich oficerów. W Riazaniu znajdował się plac Kościuszki, obecnie plac generała Margiełowa, patrona pobliskiej szkoły oficerskiej.
W latach 1944–1947 w pobliskim Diagilewie internowano kilka tysięcy żołnierzy AK z Wileńszczyzny, Podlasia, Lubelszczyzny i Lwowa; w czerwcu i lipcu 1947 większość internowanych wywieziono, m.in. do obozu w Griazowcu, po czym zwolniono do kraju.

## Zabytki
- Kreml z soborami – Narodzenia Matki Bożej (XV, XIX w.), Świętych Archaniołów (XVI, XVII w.) i Zaśnięcia Matki Bożej (XVII w.).
- Monaster Przemienienia Pańskiego z cerkwiami – Objawienia Pańskiego (XVII w.) i Przemienienia Pańskiego (XVIII w.).
- Gmachy publiczne (XVIII, XIX w.).

## Gospodarka
W mieście rozwinął się przemysł maszynowy, elektrotechniczny, elektroniczny, chemiczny, rafineryjny, spożywczy, drzewny, odzieżowy oraz materiałów budowlanych.

## Wojsko
- Riazańska Wyższa Szkoła Dowódcza Wojsk Powietrznodesantowych
- W mieście stacjonuje dowództwo i sztab 34 Samodzielnej Brygady Kolejowej[5].

## Sport
- HK Riazań – klub hokejowy
- FK Riazań – klub piłkarski mężczyzn
- Spartak-MŻK Riazań – klub piłkarski mężczyzn
- Riazań-WDW Riazań – klub piłki nożnej kobiet

## Urodzeni w Riazaniu
- Dmitrij Andriejkin (ur. 1990) – rosyjski szachista, arcymistrz od 2007 roku.
- Jauhien Babosau (ur. 1931) – białoruski filozof, socjolog i polityk.
- Anton Biełow (ur. 1986) – rosyjski hokeista.
- Dionizy (ur. 1975) – rosyjski biskup prawosławny.
- Erast Garin (1902–1980) – radziecki aktor filmowy.
- Józef (ur. 1964) – rosyjski biskup prawosławny.
- Aleksiej Kożewnikow (1836–1902) – rosyjski lekarz neurolog i psychiatra.
- Siergiej Niepobiedimy (1921–2014) – radziecki i rosyjski inżynier, konstruktor rakiet stosowanych
- Iwan Pawłow (1849–1936) – rosyjski fizjolog, laureat Nagrody Nobla z 1904 roku.
- Irina Simagina (ur. 1982) – rosyjska lekkoatletka, uprawiająca skok w dal.
- Kiriłł Sosunow (ur. 1975) – rosyjski lekkoatleta, który specjalizował się w skoku w dal.
- Nikołaj Spiridonow (1902–1976) – rosyjski generał porucznik radzieckich organów bezpieczeństwa NKWD.
- Nikita Kiosse (ur. 1998) – rosyjski piosenkarz, członek zespołu MBand
- Aleksandra Trusowa (ur. 2004) – rosyjska łyżwiarka figurowa

## Miasta partnerskie
- Bressuire
- Kruševac
- Łowecz
- Münster
- Nowy Aton
- Omiš
- Xuzhou
- Ostrów Mazowiecka - Współpraca zerwana 9 marca 2022 roku[6]

## Galeria

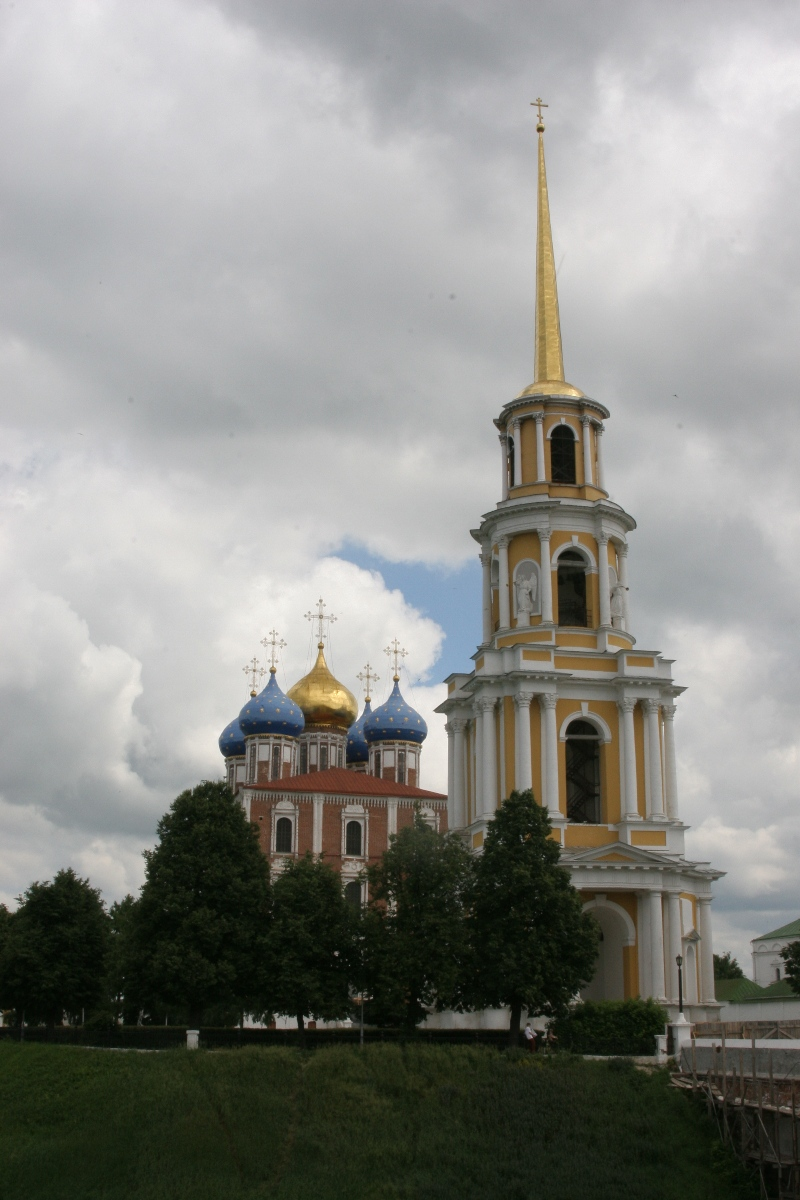
Sobór Zaśnięcia Matki Bożej
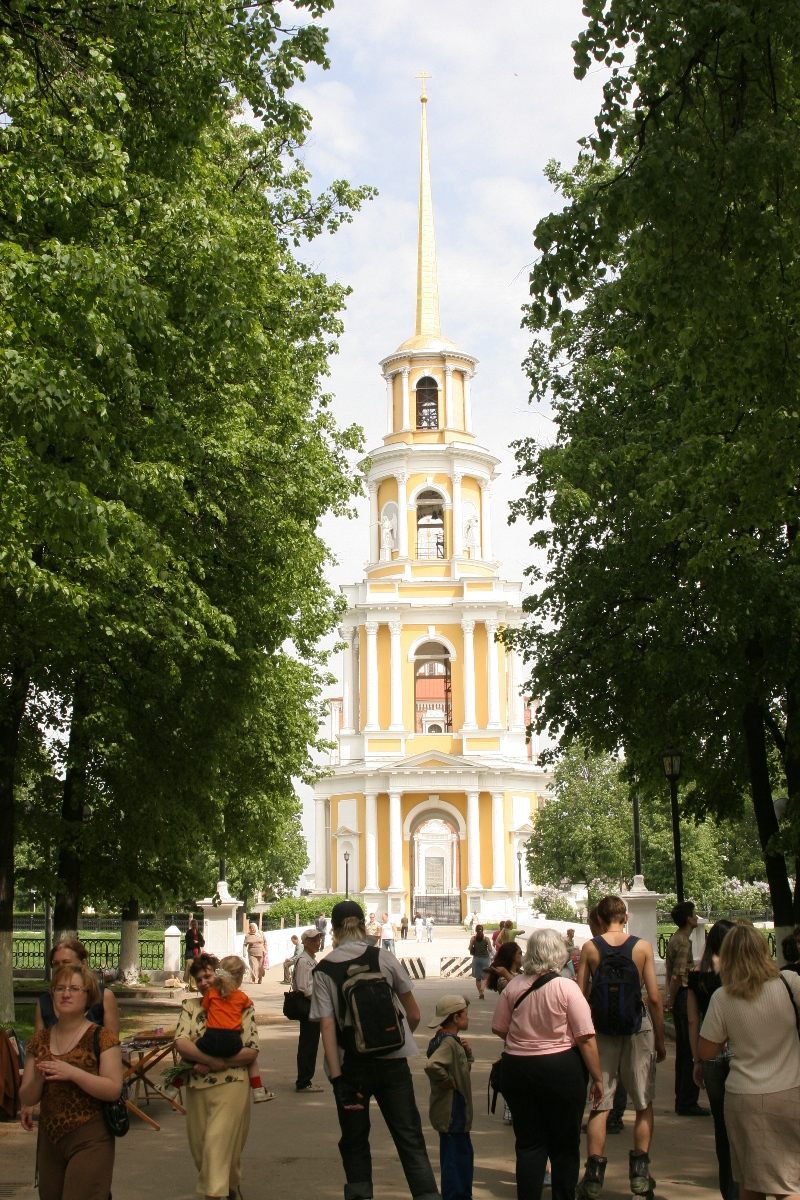
Dzwonnica
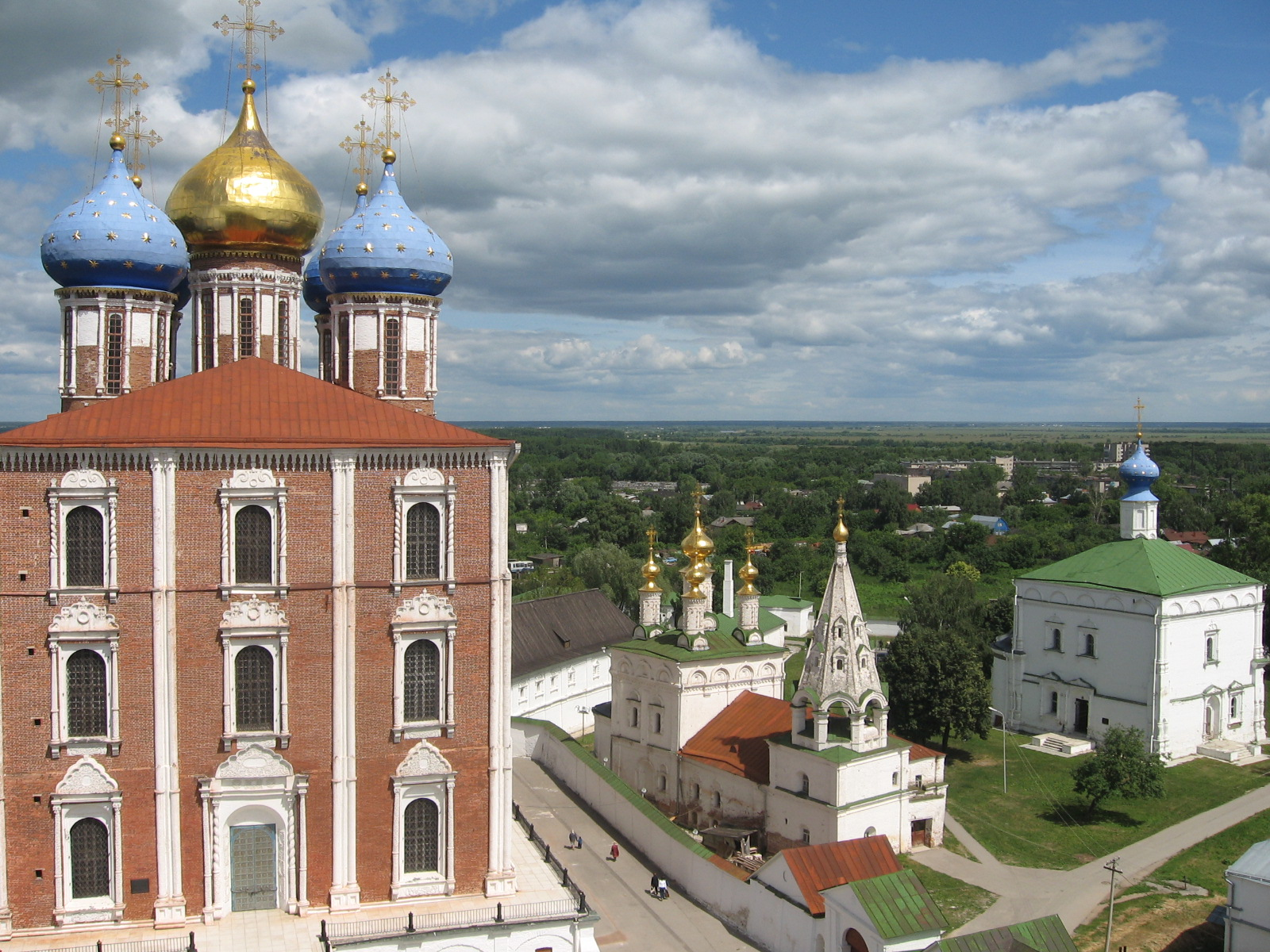
Kreml
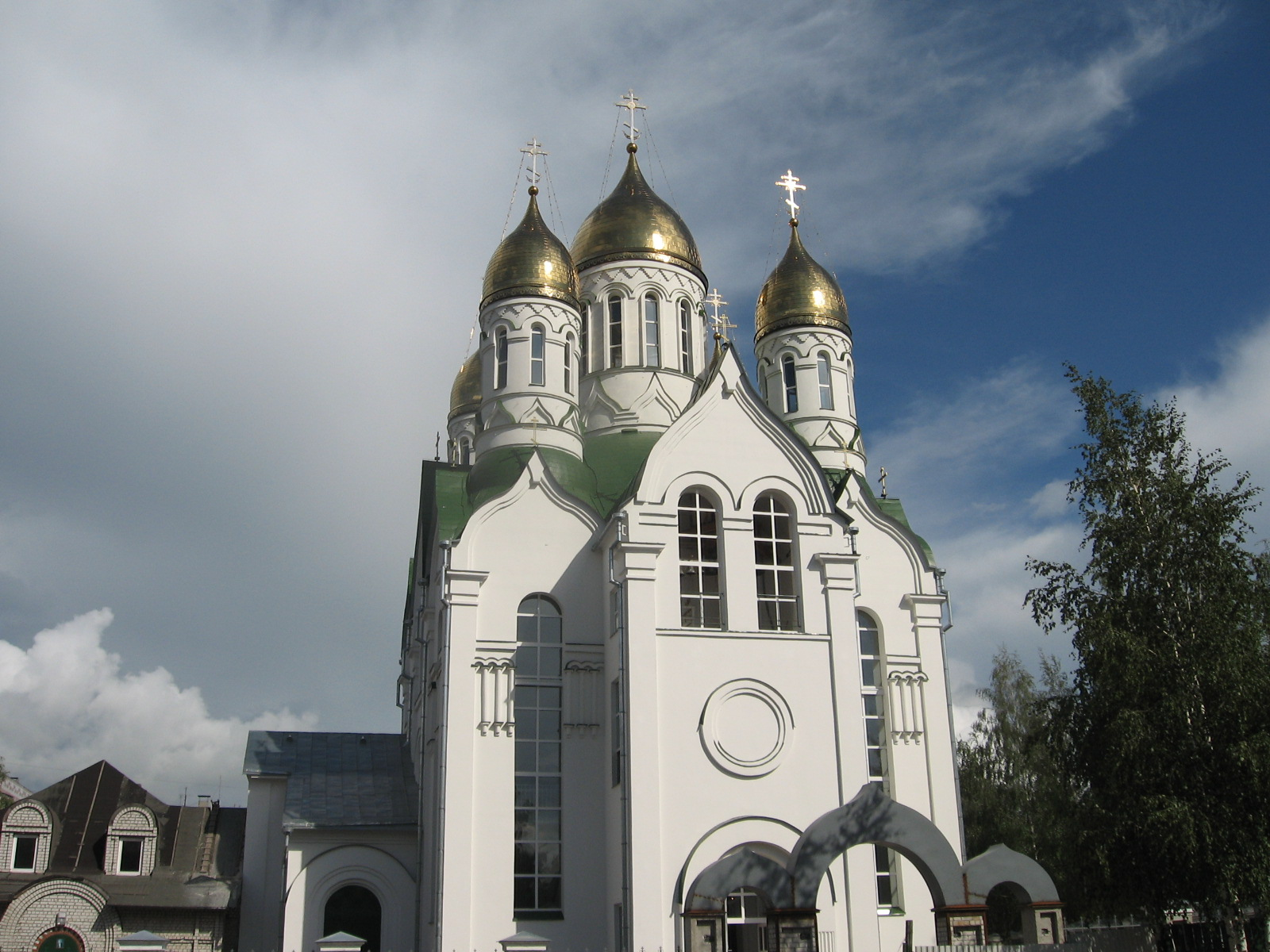
Sobór Aleksandra Newskiego
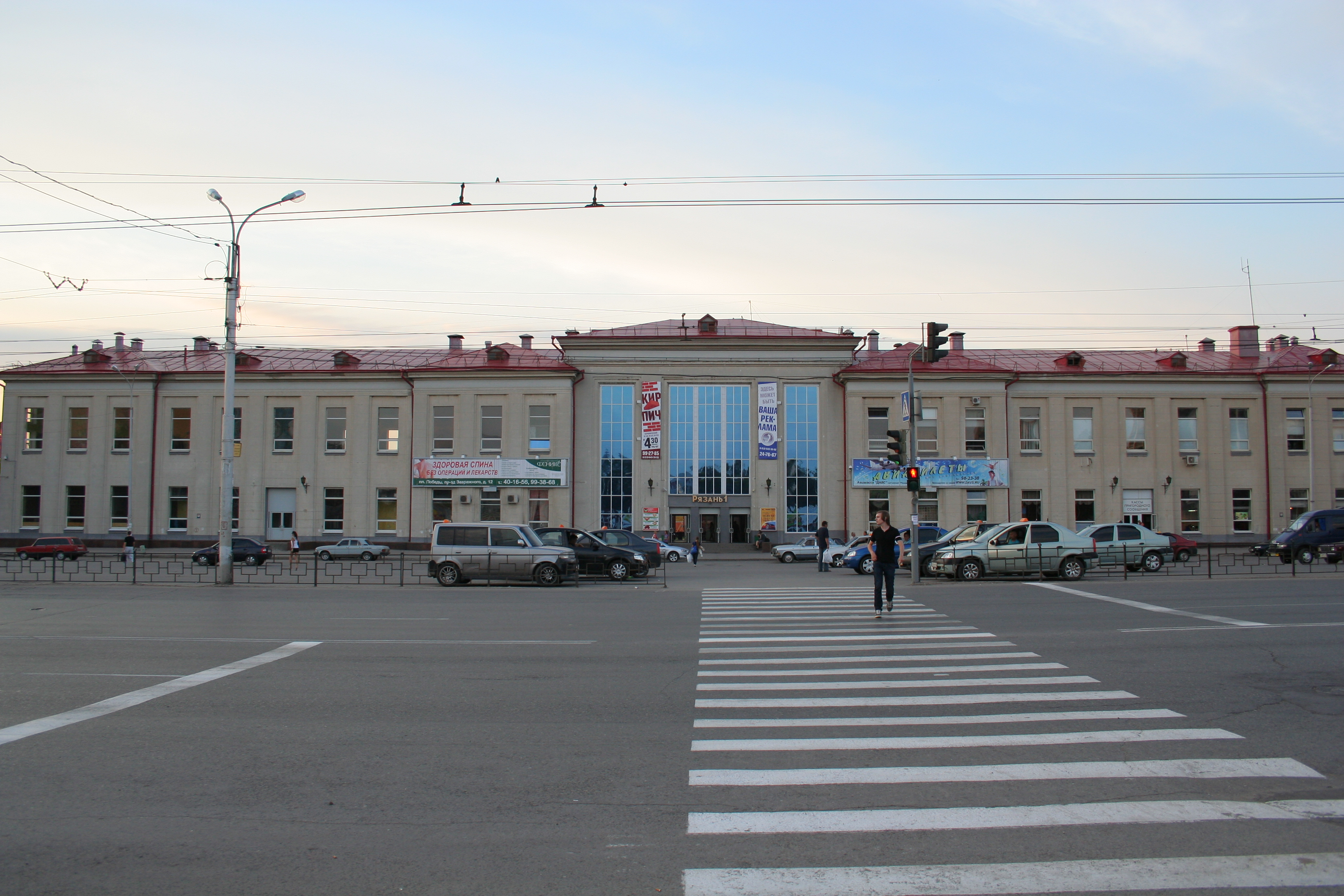
Stacja kolejowa
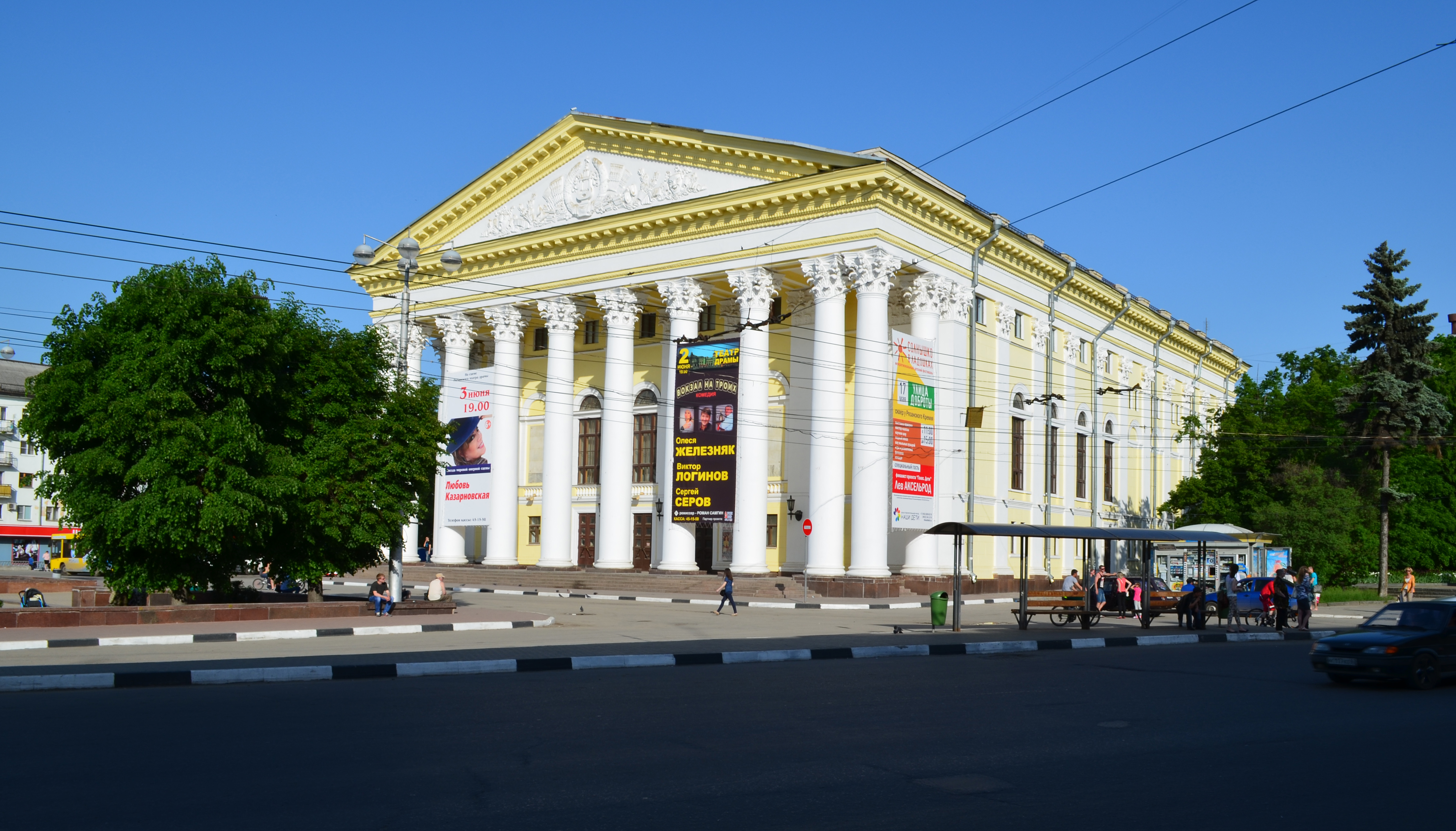
Teatr miejski
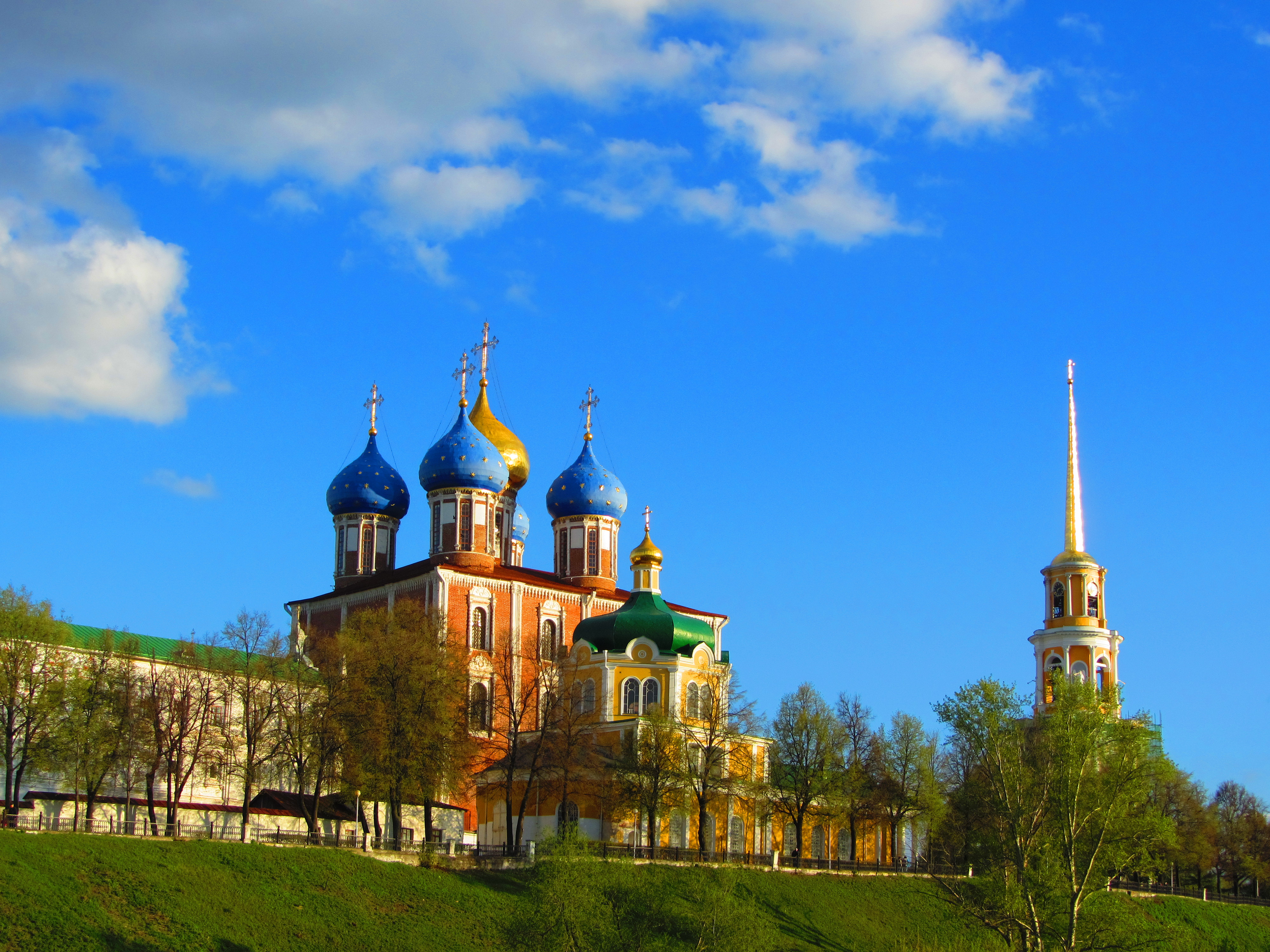
Widok na kreml z Oki